# Air Batumi
Air Batumi var ett flygbolag baserat i Batumi, Georgien. Flygbolaget hade sin bas vid Batumis internationella flygplats. Per den 14 augusti 2010 hade Air Batumi en flotta bestående av två flygplan, en Boeing 737-300 och en Saab 340. Flygbolaget lade ner verksamheten 30 oktober 2012.

## Destinationer
- Georgien
  - Batumi - Batumis internationella flygplats
  - Tbilisi - Tbilisis internationella flygplats
- Iran
  - Teheran - Teheran Imam Khomeinis internationella flygplats